# Мударра, Алонсо
Ало́нсо Муда́рра (исп. Alonso Mudarra; около 1510 — 1 апреля 1580, Севилья, Испания) — испанский композитор, исполнитель на виуэле.

## Биография
Придворный музыкант герцогов де Мендоса. Сочинял песни как на тексты испанских и итальянских поэтов, так и на тексты латинских поэтов (Овидий,  Гораций,  Вергилий).  В сборник пьес Мударры «Tres libros de música en cifras para vihuela» (1546) вошло около 70-ти произведений для виуэлы, гитары (фантазии, гальярды, тьенто, паваны), обработки романсов и вильянсико для голоса и виуэлы.